# Phil Leirness
Phil Leirness est un réalisateur, scénariste, acteur et producteur américain né le 25 novembre 1968.

## Filmographie

### comme réalisateur
- 1995 : Till Death Do Us Part
- 1998 : The Party Crashers
- 2002 : The Story of O: Untold Pleasures
- 2004 : Detention: An Afta' Skool Special (vidéo)
- 2004 : Spectres
- 2005 : Machine Head (vidéo)
- 2005 : Blind Horizon: The Cutting Room (vidéo)
- 2006 : Behind the Scenes of Nature Unleashed: Fire (vidéo)

### comme scénariste
- 1995 : Till Death Do Us Part
- 1998 : The Party Crashers
- 2002 : The Story of O: Untold Pleasures

### comme acteur
- 1995 : Till Death Do Us Part : Stripper
- 1998 : The Party Crashers : Writer

### comme producteur
- 1998 : The Party Crashers